# بحيرة كابشغاي
تقع بحيرة كابشغاي في مدينة كابشغاي في إقليم ألماتي في كازاخستان. يصب في البحيرة نهر إيلي.